# Liste der Baudenkmäler in Bamberg/Untere Gärtnerei
Auf dieser Seite sind die Baudenkmäler in der oberfränkischen kreisfreien Stadt Bamberg zusammengestellt. Diese Tabelle ist eine Teilliste der Liste der Baudenkmäler in Bayern. Grundlage ist die Bayerische Denkmalliste, die auf Basis des Bayerischen Denkmalschutzgesetzes vom 1. Oktober 1973 erstmals erstellt wurde und seither durch das Bayerische Landesamt für Denkmalpflege geführt wird. Die folgenden Angaben ersetzen nicht die rechtsverbindliche Auskunft der Denkmalschutzbehörde.
Diese Teilliste enthält die Denkmäler der Unteren Gärtnerei und nordöstlichen Stadterweiterungen der Theuerstadt gemäß der Aufteilung des Großinventars Die Kunstdenkmäler von Bayern: Bamberg.
Die historische, bis 1803 bestehende, Grenze zwischen Unterer und Oberer Gärtnerei, d. h. zwischen dem Stadtgericht und der Immunität St. Gangolf verlief entlang der Klosterstraße, der Spitalstraße, deren Verlängerung bis Obere Königstraße 33 und der Tränkstraße bis zum rechten Pegnitzarm.

## Baudenkmäler der Unteren Gärtnerei und nordöstlichen Stadterweiterungen

### Aufseßhöflein
| Lage                       | Objekt        | Beschreibung | Akten-Nr.              | Bild           |
| -------------------------- | ------------- | --- | ---------------------- | -------------- |
| Aufseßhöflein 1 (Standort) | Aufseßhöflein | Adeliger Gartensitz, zweigeschossiger Mansarddachbau mit niedrigem Erd- und hohem Hauptgeschoss, mit Loggia, Johann Dientzenhofer zugeschrieben, 1723 | D-4-61-000-47 Wikidata | weitere Bilder |

### Färbergasse
| Lage                      | Objekt                 | Beschreibung | Akten-Nr.                | Bild           |
| ------------------------- | ---------------------- | --- | ------------------------ | -------------- |
| Färbergasse 13 (Standort) | Gärtnerhaus            | Eingeschossiger, giebelständiger Satteldachbau, Putzfassade mit Ecklisenen, wohl 1. Hälfte 18. Jhd.                                                                                   | D-4-61-000-139 Wikidata  | weitere Bilder |
| Färbergasse 13 (Standort) | Ehemaliger Stall       | Eingeschossiger, traufständiger Mansardpultdachbau, wohl 2. Hälfte 18. Jhd. ergänzt                                                                                                   | D-4-61-000-139 zugehörig | BW             |
| Färbergasse 14 (Standort) | Gärtnerhaus            | Eingeschossiger Pultdachbau mit Kniestock, um 1860 | D-4-61-000-140 Wikidata  | weitere Bilder |
| Färbergasse 14 (Standort) | Ehemaliger Speicherbau | Zweigeschossiger Traufseitbau, hallenartiges Obergeschoss mit Bohlenbalkendecke, Mittelunterzug und Mittelstütze, 1582/83 (dendro.dat.), 1857/58 (dendro.dat) Erdgeschoss versteinert | D-4-61-000-140 zugehörig | BW             |
| Färbergasse 14 (Standort) | Lagerhalle             | Südlich offener Hallenbau, um 1900 | D-4-61-000-140 zugehörig | BW             |
| Färbergasse 14 (Standort) | Stall                  | Mit Kappengewölbe auf Holzbalken und Mansardpultdach, 18. Jhd., um 1900 zum Pultdach erweitert                                                                                        | D-4-61-000-140 zugehörig | BW             |

### Gasfabrikstraße
| Lage                              | Objekt      | Beschreibung                                                                         | Akten-Nr.                | Bild           |
| --------------------------------- | ----------- | ------------------------------------------------------------------------------------ | ------------------------ | -------------- |
| Gasfabrikstraße 1, 1 a (Standort) | Gärtnerhaus | Eingeschossiger traufständiger Satteldachbau mit Tordurchfahrt, wohl 18. Jahrhundert | D-4-61-000-1417 Wikidata | weitere Bilder |
| Gasfabrikstraße 3 (Standort)      | Kleinhaus   | Eingeschossiger Satteldachbau mit Fachwerkgiebel, wohl 18. Jahrhundert               | D-4-61-000-1410          | weitere Bilder |

### Gundelsheimer Straße
| Lage                                                                        | Objekt                                                                | Beschreibung | Akten-Nr.               | Bild           |
| --------------------------------------------------------------------------- | --------------------------------------------------------------------- | --- | ----------------------- | -------------- |
| An der Mündung zur Gundelsheimer Straße (Standort)                          | Bildstock                                                             | Sandsteinpfeiler mit rundbogiger Nische, 17./18. Jahrhundert; Nischenaufsatz mit Sebastiansrelief, von Johannes Häfner, 1935 | D-4-61-000-65 Wikidata  | weitere Bilder |
| Gundelsheimer Straße, an der Abzweigung der Coburger Straße (Standort)      | Heiligenhäuschen                                                      | Kleiner gemauerter Satteldachbau mit vergitterter Nische und Lourdes-Madonna, 17./18. Jahrhundert, Bildstock nahebei | D-4-61-000-223 Wikidata | weitere Bilder |
| Gundelsheimer Straße 13, Hallstadter Straße 28, Siechenstraße 86 (Standort) | Hauptfriedhof                                                         | Entstanden aus einem 1564 angelegten Armenfriedhof; an der Siechenstraße die von Johann Jakob Gönninger gestiftete und 1761–1768 errichtete Votivkapelle als Kopie der Einsiedler Gnadenkapelle (Gönninger-Kapelle, siehe Siechenstraße 86), bis 1966 fünf Friedhofserweiterungen, im Südwesten die 1963–1966 errichtete Aussegnungshalle (siehe Hallstadter Straße 30), mehrere Friedhofsbrunnen mit Skulpturen der 1930er Jahre, personengeschichtlich und künstlerisch bedeutende Grabdenkmäler des späten 18. bis 20. Jhs. (siehe gesonderte Grabmalerfassung) | D-4-61-000-222          | weitere Bilder |
| Gundelsheimer Straße 13, Hallstadter Straße 28, Siechenstraße 86 (Standort) | Hauptfriedhof, 1. Abteilung mit Arkadengangbau                        | Auf halbrundem Grundriss mit Gruftanlagen, 1821 von Johann Baptist Eck | D-4-61-000-222          | weitere Bilder |
| Gundelsheimer Straße 13, Hallstadter Straße 28, Siechenstraße 86 (Standort) | Hauptfriedhof, Ehrengrab mit Kreuzgruppe für Heinrich Karl Rüdel      | Freistehend, Sandstein, 1827 von Wilhelm Johann Wurzer | D-4-61-000-222          | weitere Bilder |
| Gundelsheimer Straße 13, Hallstadter Straße 28, Siechenstraße 86 (Standort) | Hauptfriedhof, ehemalige Aussegnungshalle, heute Kolumbarium          | Hinter dem Arkadenbau an der Gundelsheimer Straße, kleiner satteldachgedeckter Quaderbau, 1836 | D-4-61-000-222          | weitere Bilder |
| Gundelsheimer Straße 13, Hallstadter Straße 28, Siechenstraße 86 (Standort) | Hauptfriedhof, in der 2. Abteilung Kreuzigungsgruppe                  | Sandstein, von Philipp Dorsch und Hans Leitherer, 1904 und 1925 | D-4-61-000-222          | weitere Bilder |
| Gundelsheimer Straße 13, Hallstadter Straße 28, Siechenstraße 86 (Standort) | Hauptfriedhof, in der 3. Abteilung Friedhofskreuz                     | Zinkguss, von Johann von Halbig 1877 | D-4-61-000-222          | weitere Bilder |
| Gundelsheimer Straße 13, Hallstadter Straße 28, Siechenstraße 86 (Standort) | Hauptfriedhof, in der 4. Abteilung Friedhofskreuz                     | Metallguss, 1891 | D-4-61-000-222          | weitere Bilder |
| Gundelsheimer Straße 13, Hallstadter Straße 28, Siechenstraße 86 (Standort) | Hauptfriedhof, in der 5. Abteilung Ehrengrab für Laura und Ignaz Wolf | Kalkstein u. Muschelkalk, 1921 von Josef Wirth-Solereder | D-4-61-000-222          | weitere Bilder |
| Gundelsheimer Straße 13, Hallstadter Straße 28, Siechenstraße 86 (Standort) | Hauptfriedhof, Soldatenfriedhof                                       | 1958 von Robert Bauer-Haderlein | D-4-61-000-222          | weitere Bilder |
| Gundelsheimer Straße 14 a (Standort)                                        | Bahnbetriebswerk Bamberg, zwei Rundlokschuppen                        | 1901 und 1904, mit Drehscheiben, 1929, zugehörige Gleis- und Wartungsanlagen | D-4-61-000-856 Wikidata | weitere Bilder |
| Gundelsheimer Straße 20 (Standort)                                          | Bahnbetriebswerk Bamberg, Wagonausbesserungswerkstätten               | 1895/96 und 1906 | D-4-61-000-856 Wikidata | BW             |
| Gundelsheimer Straße 18 (Standort)                                          | Bahnbetriebswerk Bamberg, Büro- und Reservoirgebäude                  | 1906 | D-4-61-000-856 Wikidata | weitere Bilder |
| Gundelsheimer Straße 22 (Standort)                                          | Bahnbetriebswerk Bamberg, Werkmeister- und Übernachtungsgebäude       | 1906 | D-4-61-000-856 Wikidata | BW             |
| Gundelsheimer Straße 14a (Standort)                                         | Bahnbetriebswerk Bamberg, Pforten- und Badehaus                       | 1926 | D-4-61-000-856 Wikidata | BW             |
| Gundelsheimer Straße (Standort)                                             | Bahnbetriebswerk Bamberg, Bunker                                      | Um 1940 | D-4-61-000-856 Wikidata | weitere Bilder |

### Hallstadter Straße
| Lage                             | Objekt | Beschreibung | Akten-Nr.                | Bild           |
| -------------------------------- | --- | --- | ------------------------ | -------------- |
| Hallstadter Straße 3 (Standort)  | Gärtnerhaus | Eingeschossiger traufständiger Satteldachbau, von Friedrich Eberth, 1878 | D-4-61-000-257 Wikidata  | weitere Bilder |
| Hallstadter Straße 5 (Standort)  | Gärtnerhaus | Eingeschossiger traufständiger Sandsteinquaderbau mit Satteldach und Tordurchfahrt, von Friedrich Eberth, 1889 | D-4-61-000-258 Wikidata  | weitere Bilder |
| Hallstadter Straße 30 (Standort) | Aussegnungshalle                                                                                               | Über fünfseitigem Grundriss errichteter Kubus mit Lichtband, Besucherzimmer, schieferverkleidete Betonkonstruktion mit Flachdach; von Hans Rothenburger unter Mitarbeit von Hans Apel, 1963 bis 1966 | D-4-61-000-1877 Wikidata | weitere Bilder |
| Hallstadter Straße 30 (Standort) | Vorgelagertes Atrium mit Laubengang                                                                            | Travertinverkleidete Mauern, Reliefs an der Eingangsseite | D-4-61-000-1877 Wikidata | weitere Bilder |
| Hallstadter Straße 30 (Standort) | Leichenhaus, Aufbahrungsraum, Verwaltung                                                                       | Eingeschossige Flachdachbauten | D-4-61-000-1877 Wikidata | weitere Bilder |
| Hallstadter Straße 30 (Standort) | Zugehörig Glockenturm                                                                                          | Betonrippenkonstruktion auf dreiseitigem Grundriss | D-4-61-000-1877 Wikidata | weitere Bilder |
| Hallstadter Straße 44 (Standort) | Fabrikantenvilla                                                                                               | zweigeschossiger, verputzter Mansarddachbau mit abgewalmten Ziergiebeln und Mittelpavillon mit Schweifgiebel, im historisierenden Mischstil, von Daniel Fuchs, 1904 | D-4-61-000-259 Wikidata  | weitere Bilder |
| Hallstadter Straße 46 (Standort) | Ehemalige Maschinenfabrik, Eisen- und Metallgießerei: Gießhalle                                                | lang gestreckter, zum Hof traufständiger Massivbau mit Satteldach mit Schablonenschieferdeckung, Toreinfahrt und Stichbogenrahmen, im Kern 1878/79, von Daniel Fuchs 1899 nach Süden verlängert und 1911 um Lüftungshaube ergänzt, zweieinhalbgeschossiger, massiver und verputzter Querbau mit Satteldach, Lisenengliederung und Aufzugsturm in Stahlfachwerk, von Daniel Fuchs, 1920/23, 1947 nach Westen erweitert | D-4-61-000-259           | BW             |
| Hallstadter Straße 46 (Standort) | Ehemalige Maschinenfabrik, Eisen- und Metallgießerei: Wohn-Wirtschaftsgebäude                                  | schmaler, eingeschossiger und verputzter Satteldachbau und Stichbogenrahmen, im Kern 1879, von Daniel Fuchs 1883/91 beidseits verlängert | D-4-61-000-259           | BW             |
| Hallstadter Straße 44 (Standort) | Ehemalige Maschinenfabrik, Eisen- und Metallgießerei: Trocken- und Lagerhalle mit ehemaligen Verwaltungsräumen | einstöckiger Fachwerkbau mit Satteldach, teilweise verputzt, 1883 | D-4-61-000-259           | BW             |
| Hallstadter Straße 44 (Standort) | Einfriedung | schmiedeeiserner Staketenzaun mit zweiflügeliger Toranlage mit bekrönendem Firmenbanner, um 1900 | D-4-61-000-259           | BW             |

### Heiliggrabstraße
| Lage                                                | Objekt                                                              | Beschreibung | Akten-Nr.               | Bild           |
| --------------------------------------------------- | ------------------------------------------------------------------- | --- | ----------------------- | -------------- |
| Heiliggrabstraße 25, Heiliggrabstraße 27 (Standort) | Gärtneranwesen                                                      | Wohnhaus, eingeschossiger, giebelständiger Satteldachbau, im Kern 1556/57 (dendrochronologisch datiert), zugehöriger Anbau 1570/71 (dendrochronologisch datiert) | D-4-61-000-278 Wikidata | weitere Bilder |
| Nähe Heiliggrabstraße (Standort)                    | Gärtneranwesen, Gartenmauer                                         | Sandstein | D-4-61-000-278 Wikidata | BW             |
| Heiliggrabstraße 26; Heiliggrabstraße 24 (Standort) | Dominikanerinnenkloster Heilig Grab                                 | Stiftung von 1356, Aufhebung und Enteignung, Abbruch der Klostergebäude 1803, Wiederbegründung des Klosters 1926, Beichtvaterhaus, 16. Jahrhundert               | D-4-61-000-276 Wikidata | weitere Bilder |
| Heiliggrabstraße 26; Heiliggrabstraße 24 (Standort) | Dominikanerinnenkloster Heilig Grab, Klosterkirche                  | Saalbau mit dreiseitig geschlossenem Chor und erneuertem Giebeltürmchen, Chor begonnen um 1400, Langhaus nach Bauunterbrechung später, mit Ausstattung           | D-4-61-000-276 Wikidata | weitere Bilder |
| Heiliggrabstraße 28 (Standort)                      | Ehemaliges Garnisonslazarett, heute Landesjustizkasse               | Dreieinhalbgeschossiger Backsteinbau mit Walmdach und Treppenhausrisalit, 1874                                                                                   | D-4-61-000-862 Wikidata | weitere Bilder |
| Spiegelgraben 1 f (Standort)                        | Ehemaliges Garnisonslazarett, heute Landesjustizkasse, Nebengebäude | Waschhaus | D-4-61-000-862 Wikidata | weitere Bilder |
| Spiegelgraben 1 g (Standort)                        | Ehemaliges Garnisonslazarett, heute Landesjustizkasse, Nebengebäude | Leichenhaus | D-4-61-000-862 Wikidata | weitere Bilder |
| Heiliggrabstraße 37 (Standort)                      | Gärtnerhaus                                                         | Eingeschossiger traufständiger Satteldachbau, im Kern 18. Jahrhundert, ursprünglich mit Heiliggrabstraße 35 zusammengehörig                                      | D-4-61-000-281 Wikidata | weitere Bilder |
| Heiliggrabstraße 37 a (Standort)                    | Gärtnerhaus                                                         | Breitgelagerter traufständiger Satteldachbau, eingeschossig mit stichbogigen Durchfahrten, von Georg Eberth, 1880; Zugehörig Gartenmauer, Sandstein              | D-4-61-000-282 Wikidata | weitere Bilder |
| Heiliggrabstraße 39 (Standort)                      | Gärtnerhaus                                                         | Eingeschossiger schmaler Traufseitbau mit Satteldach und Toreinfahrt, 1875                                                                                       | D-4-61-000-283 Wikidata | weitere Bilder |
| Heiliggrabstraße 41 (Standort)                      | Gärtnerhaus                                                         | Eingeschossiger traufständiger Satteldachbau mit Toreinfahrt, 1875                                                                                               | D-4-61-000-284 Wikidata | weitere Bilder |
| Heiliggrabstraße 45 (Standort)                      | Gärtnerhaus                                                         | Eingeschossiger traufständiger Massivbau mit Mansarddach, 1845                                                                                                   | D-4-61-000-285 Wikidata | weitere Bilder |
| Heiliggrabstraße 64, 66 (Standort)                  | Kleinhaus                                                           | Eingeschossiger traufständiger Satteldachbau mit stichbogiger Toreinfahrt, Hausfigur Pietà in einer Nische, historische Straßenlaterne, um 1870                  | D-4-61-000-286 Wikidata | weitere Bilder |

### Jäckstraße
| Lage                                           | Objekt                                                                              | Beschreibung | Akten-Nr.                | Bild                                                               |
| ---------------------------------------------- | ----------------------------------------------------------------------------------- | --- | ------------------------ | ------------------------------------------------------------------ |
| Jäckstraße 3, Lichtenhaidestraße 16 (Standort) | Ehemalige Mechanische Seilerwarenfabrik Bamberg                                     | Bauten von 1885 bis 1914 | D-4-61-000-1439 Wikidata | Ehemalige Mechanische Seilerwarenfabrik Bamberg                    |
| Jäckstraße 3 (Standort)                        | Ehemalige Mechanische Seilerwarenfabrik Bamberg, Verwaltungs- und Direktionsgebäude | Bau IX, Ziegel mit Sandsteingliederungen, 1885                                                                              | D-4-61-000-1439 Wikidata | weitere Bilder                                                     |
| Jäckstraße 3 (Standort)                        | Ehemalige Mechanische Seilerwarenfabrik Bamberg, Flachbau                           | Bau II, Sägeshed-Ziegelbau                                                                                                  | D-4-61-000-1439 Wikidata | weitere Bilder                                                     |
| Jäckstraße 9, 11, 13, 15 (Standort)            | Ehemalige Mechanische Seilerwarenfabrik Bamberg, Gebäudezeile                       | Bau I, mehrteiliger Ziegelbau unterschiedlicher Zeitstellung                                                                | D-4-61-000-1439 Wikidata | weitere Bilder                                                     |
| Jäckstraße 3 (Standort)                        | Ehemalige Mechanische Seilerwarenfabrik Bamberg, Pforte                             | | D-4-61-000-1439 Wikidata | weitere Bilder                                                     |
| Jäckstraße 35a, 5b, 5c, 5d, 5e, 5f (Standort)  | Ehemalige Mechanische Seilerwarenfabrik Bamberg, Kantine                            | Bau VIII | D-4-61-000-1439 Wikidata | Ehemalige Mechanische Seilerwarenfabrik Bamberg, Kantine           |
| Jäckstraße 3, Lichtenhaidestraße 16 (Standort) | Ehemalige Mechanische Seilerwarenfabrik Bamberg, Wasserturm                         | Bau IV | D-4-61-000-1439 Wikidata | Ehemalige Mechanische Seilerwarenfabrik Bamberg, Wasserturm        |
| Jäckstraße 3, Lichtenhaidestraße 16 (Standort) | Ehemalige Mechanische Seilerwarenfabrik Bamberg, Fabrikschornstein                  | Bau IV | D-4-61-000-1439 Wikidata | Ehemalige Mechanische Seilerwarenfabrik Bamberg, Fabrikschornstein |
| Jäckstraße 3, Lichtenhaidestraße 16 (Standort) | Ehemalige Mechanische Seilerwarenfabrik Bamberg, Langfront                          | | D-4-61-000-1439 Wikidata | Ehemalige Mechanische Seilerwarenfabrik Bamberg, Langfront         |
| Jäckstraße 29 (Standort)                       | Stallungsgebäude des Schlachthofs                                                   | Eingeschossige Betonskelettbauten mit Fachwerkkniestock und Halbwalmdachungen, von Stadtbaumeister Wilhelm Schmitz, 1910/11 | D-4-61-000-867 Wikidata  | weitere Bilder                                                     |

### Kettenbrückstraße
| Lage                                                                    | Objekt                                   | Beschreibung | Akten-Nr.                | Bild           |
| ----------------------------------------------------------------------- | ---------------------------------------- | --- | ------------------------ | -------------- |
| Kettenbrückstraße 2 (Standort)                                          | Brückenkopfbau der ehemaligen Seesbrücke | Zwei zweigeschossige Flügel mit konkav einschwingender Ecke über hohem Sockel, wohl im Zusammenhang mit der ehemaligen Seesbrücke von Johann Jakob Michael Küchel um 1752 errichtet | D-4-61-000-500 Wikidata  | weitere Bilder |
| Kettenbrückstraße 2 (Standort)                                          | Gartenhaus                               | Holzkonstruktion um 1840 über Mauer zur Regnitz | D-4-61-000-500 Wikidata  | weitere Bilder |
| Kettenbrückstraße 2, Luitpoldstraße 1, Obere Königstraße 4 b (Standort) | Dammbefestigung                          | Sandsteinquadermauer mit gusseisernem Geländer, 1887–1889 von Friedrich Hohmann; siehe auch Uferbefestigung Heinrichsdamm                                                           | D-4-61-000-521 Wikidata  | weitere Bilder |
| Kettenbrückstraße 6 (Standort)                                          | Mittelalterliche Kelleranlage            | | D-4-61-000-1435 Wikidata | BW             |

### Klosterstraße
| Lage                       | Objekt    | Beschreibung                                                                     | Akten-Nr.               | Bild           |
| -------------------------- | --------- | -------------------------------------------------------------------------------- | ----------------------- | -------------- |
| Klosterstraße 1 (Standort) | Mietshaus | Zweigeschossiger Mansarddachbau im Maximiliansstil, von Georg Mössmeringer, 1865 | D-4-61-000-516 Wikidata | weitere Bilder |
| Klosterstraße 3 (Standort) | Mietshaus | Zweigeschossiger Mansarddachbau im Maximiliansstil, von Georg Mössmeringer, 1865 | D-4-61-000-517 Wikidata | weitere Bilder |

### Ladekai
| Lage                 | Objekt       | Beschreibung                                                                                 | Akten-Nr.                | Bild           |
| -------------------- | ------------ | -------------------------------------------------------------------------------------------- | ------------------------ | -------------- |
| Ladekai 4 (Standort) | Getreidelift | Turmartiger Bau mit hohem Walmdach, 1917–1918 von Fa. Amme, Giesecke & Konegen, Braunschweig | D-4-61-000-2102 Wikidata | weitere Bilder |

### Lagerhausstraße
| Lage                              | Objekt                                                        | Beschreibung | Akten-Nr.                | Bild           |
| --------------------------------- | ------------------------------------------------------------- | --- | ------------------------ | -------------- |
| Lagerhausstraße 11 (Standort)     | Ehemals städtisches Getreidesilo, heute Silogebäude der BayWa | ,Rechteckiger fast fensterloser Zellenspeicher mit Satteldach und integriertem Aufzugsturm, 1936–1937 von Fa. Suka-Silobau Heinrich Kling, Relief des Stadtritters von Hans Leiterer, 1936 | D-4-61-000-2103 Wikidata | weitere Bilder |
| Lagerhausstraße 13, 15 (Standort) | Getreidespeicher                                              | Langgestreckter, dreigeschossiger Satteldachbau mit Zwerchgiebeln und Dachreitern, 1912, später erweitert                                                                                  | D-4-61-000-876 Wikidata  | weitere Bilder |

### Letzengasse
| Lage                          | Objekt                                                                   | Beschreibung | Akten-Nr.               | Bild           |
| ----------------------------- | ------------------------------------------------------------------------ | --- | ----------------------- | -------------- |
| Letzengasse 3 (Standort)      | Ehemaliger Mangscher Garten                                              | Langgestreckte, einstöckige Baugruppe, teils ausgebautes Dach, dazu gehörig Tocklergasse 37                             | D-4-61-000-878 Wikidata | BW             |
| Letzengasse 3 (Standort)      | Ehemalige Wachszieherwerkstätten                                         | Gartensalett und Vorratsgebäude, wohl Mitte 18. Jahrhundert                                                             | D-4-61-000-878 Wikidata | BW             |
| Letzengasse 5 (Standort)      | Wohnhaus                                                                 | Eingeschossiger giebelständiger Satteldachbau mit gewölbtem Anbau                                                       | D-4-61-000-879 Wikidata | weitere Bilder |
| Letzengasse 5 (Standort)      | Ehemaliger Gartenpavillon und Glashaus des ehemaligen Mang’schen Gartens | Bezeichnet „1786“, im 19. Jahrhundert verändert                                                                         | D-4-61-000-879 Wikidata | weitere Bilder |
| Letzengasse 5 (Standort)      | Zweiter Gartenpavillon                                                   | Mit Wandmalereien, drittes Viertel 18. Jahrhundert, wohl von Anwander, in der Nordostecke des Hofes                     | D-4-61-000-879 Wikidata | BW             |
| Letzengasse 5 (Standort)      | Verbindungsmauer                                                         | | D-4-61-000-879 Wikidata | BW             |
| Letzengasse 8 (Standort)      | Wohngebäude                                                              | Dreigeschossiger giebelständiger Satteldachbau, wohl drittes Viertel 19. Jahrhundert; mit Jugendstilstukkaturen um 1900 | D-4-61-000-586 Wikidata | weitere Bilder |
| Letzengasse 10, 12 (Standort) | Wohngebäude, Doppelhaus                                                  | Dreigeschossiger Flachwalmdachbau, im Maximiliansstil, von Grieshammer, 1865                                            | D-4-61-000-587 Wikidata | weitere Bilder |

### Lichtenhaidestraße
| Lage                             | Objekt                                    | Beschreibung | Akten-Nr.               | Bild           |
| -------------------------------- | ----------------------------------------- | --- | ----------------------- | -------------- |
| Lichtenhaidestraße 1 (Standort)  | Ehemaliger städtischer Zentralschlachthof | Innerhalb weitläufiger Hoffläche gruppierte Anlage aus ein- und zweigeschossigen Massivbauten, Ziegelmauerwerk und Stahlbeton, Schmuckfassaden mit teils reichem Putzdekor im Stil des Neobarock, von Hans Jakob Erlwein, 1902–04 Verwaltungsbau mit Direktion, zweigeschossiger Mansardwalmdachbau mit Zwerchdächern, Treppenturm und segmentbogigen Rahmen, bez. 1903, Eingangsaltan 1910 überdacht | D-4-61-000-589 Wikidata | weitere Bilder |
| Lichtenhaidestraße 1 (Standort)  | Elektrizitätswerk                         | Sogenannte Kraftstation, mehrteilige Gebäudegruppe mit umbautem, 30 m hohen Behälterturm mit Kanzel; mit technischer Ausstattung | D-4-61-000-589 Wikidata | weitere Bilder |
| Lichtenhaidestraße 1 (Standort)  | Schweinestallung                          | Eingeschossiger Flachsatteldachbau mit Segmentbogenfenstern | D-4-61-000-589 Wikidata | BW             |
| Lichtenhaidestraße 1 (Standort)  | Torwarthaus mit Freibank                  | Zweigeschossiger Mansardwalmdachbau mit rückwärtigem Treppenhausanbau mit Attika und eingeschossigem Vorbau mit seitlich anstoßender Durchfahrt (ehem. Waage) mit Flachdach und korbbogigem Tor | D-4-61-000-589 Wikidata | weitere Bilder |
| Lichtenhaidestraße 1 (Standort)  | Kühl- und Schlachthauskomplex             | Mehrteilige Gebäudegruppe um das zentrale Kühlhaus, lang gestreckter, hoch aufragender Satteldachbau, über den seitlichen Verbindungshallen abgeschleppt, mit Schweifgiebel, in der Front fünfjochige Arkaden-Vorhalle, später zugesetzt; östlich anstoßend Klein- und Großviehschlachthalle, zwei eingeschossige Satteldachbauten; westlich anstoßend Schweineschlachthalle, mit Ausschlachthalle, eingeschossiger Flachdachbau mit Fensterband; dahinter Brühraum, hoch aufragender, zweigeschossiger Satteldachbau mit rückwärtigem Pultdachvorbau mit Fensterband, seitlich gestufte Vorschussgiebel, im Kern gleichzeitig, 1930/32 in expressionistischen Formen erweitert und verändert | D-4-61-000-589 Wikidata | weitere Bilder |
| Lichtenhaidestraße 1 (Standort)  | Stall                                     | | D-4-61-000-589 Wikidata | BW             |
| Lichtenhaidestraße 1 (Standort)  | Pferdeschlachthaus                        | Eingeschossiger, verputzter Walmdachbau, 1930 erneuert und um Kühlhaus erweitert | D-4-61-000-589 Wikidata | BW             |
| Lichtenhaidestraße 1 (Standort)  | Sanitätsgebäude                           | Eingeschossig, über L-förmigem Grundriss mit höhen versetzten Walmdächern mit Fledermausgauben | D-4-61-000-589 Wikidata | BW             |
| Lichtenhaidestraße 1 (Standort)  | Pumpenhaus mit Tiefbrunnen                | Kleiner, verputzter Pultdachbau mit spitzbogigen Rahmen, um 1930 | D-4-61-000-589 Wikidata | BW             |
| Lichtenhaidestraße 1 (Standort)  | Einfriedung                               | Verputzte Ziegelmauer mit Blendbogenarkaden und Spitzdach, am Eingang drei Joche mit schmiedeeisernen Ziergittern von Anton II. Bosch, 1960 Südwestecke erneuert und begradigt | D-4-61-000-589 Wikidata | weitere Bilder |
| Lichtenhaidestraße 21 (Standort) | Mietswohnhaus                             | Dreigeschossiger reich gegliederter Baukörper, historistisch, von Conrad Bohrer, 1906 | D-4-61-000-590 Wikidata | weitere Bilder |
| Lichtenhaidestraße 23 (Standort) | Mietshaus                                 | Viergeschossiger Walmdachbau in Ecklage mit Sichtfachwerk, in Formen des Heimatstils, von Conrad Bohrer, 1906 | D-4-61-000-591 Wikidata | weitere Bilder |

### Magazinstraße
| Lage                         | Objekt                                  | Beschreibung                                              | Akten-Nr.               | Bild           |
| ---------------------------- | --------------------------------------- | --------------------------------------------------------- | ----------------------- | -------------- |
| Magazinstraße 3 a (Standort) | Ehemaliges Henkerhaus (Nachrichterhaus) | Eingeschossiger Walmdachbau mit erhöhtem Mittelteil, 1766 | D-4-61-000-898 Wikidata | weitere Bilder |

### Margaretendamm
| Lage                        | Objekt    | Beschreibung | Akten-Nr.                | Bild      |
| --------------------------- | --------- | --- | ------------------------ | --------- |
| Margaretendamm 5 (Standort) | Hallenbad | Schwimmhalle über hohem Gebäudesockel und rechteckigem Grundriss mit Verglasung der südwestlichen Längs- und südöstlichen Schmalansicht, zweigeschossige Nebengebäude (Foyer, Umkleide- und Technikräume, Trafostation und Hausmeisterwohnung), Außenanlagen, nach Entwürfen von Stadtbaudirektion, Hochbauamt (Hans Rothenburger und Friedrich Pöpperl), erbaut 1964 | D-4-61-000-1444 Wikidata | Hallenbad |

### Memmelsdorfer Straße
| Lage                                | Objekt                   | Beschreibung | Akten-Nr.                | Bild           |
| ----------------------------------- | ------------------------ | --- | ------------------------ | -------------- |
| Memmelsdorfer Straße 2 b (Standort) | Fachwerkscheune          | Eingeschossiger Satteldachbau über Sandsteinsockel, mit Fachwerkgiebel und zwei Einfahrtstoren, im Kern 1540 (dendro.dat.), Giebelwände später versteinert, am 19./20. Juli 1730 Nachtquartier von König Wilhelm I. von Preußen und Kronprinz Friedrich | D-4-61-000-931 Wikidata  | BW             |
| Memmelsdorfer Straße 7 a (Standort) | Luitpoldschule           | Reich gruppierte Anlage in neubarocken Formen, von Hans Jakob Erlwein, 1899/1901 | D-4-61-000-992 Wikidata  | weitere Bilder |
| Memmelsdorfer Straße 23 (Standort)  | Gärtnerhaus              | Eingeschossiger traufständiger Satteldachbau mit stichbogiger Einfahrt, von Georg Eberth, 1875 | D-4-61-000-993 Wikidata  | weitere Bilder |
| Memmelsdorfer Straße 40 (Standort)  | Gärtnerhaus              | Eingeschossiger traufständiger Flachsatteldachbau mit stichbogigen Öffnungen, zweite Hälfte 19. Jahrhundert | D-4-61-000-995 Wikidata  | weitere Bilder |
| Memmelsdorfer Straße 44 (Standort)  | Gärtnerhaus              | Eingeschossiger traufständiger Satteldachbau mit stichbogigen Öffnungen, von Georg Eberth, 1880 | D-4-61-000-996 Wikidata  | weitere Bilder |
| Memmelsdorfer Straße 45 (Standort)  | Gärtnerhaus              | Eingeschossiger traufständiger Satteldachbau mit stichbogigen Öffnungen, von Andreas Eberth, 1885 | D-4-61-000-997 Wikidata  | weitere Bilder |
| Memmelsdorfer Straße 50 (Standort)  | Gärtnerhaus              | Eingeschossiger traufständiger Satteldachbau mit stichbogigen Öffnungen, von Georg Eberth, 1878 | D-4-61-000-999 Wikidata  | weitere Bilder |
| Memmelsdorfer Straße 52 (Standort)  | Gärtnerhaus              | Eingeschossiger traufständiger Satteldachbau mit stichbogigen Öffnungen, von Georg Eberth, 1878 | D-4-61-000-1000 Wikidata | weitere Bilder |
| Memmelsdorfer Straße 55 (Standort)  | Gärtnerhaus              | Eingeschossiger traufständiger Satteldachbau mit stichbogigem Tor, Backsteinfassade, von Reuter und Sautte, 1889 | D-4-61-000-1001 Wikidata | weitere Bilder |
| Memmelsdorfer Straße 211 (Standort) | Hauptkraftpostwerkstätte | Geschlossene hierarchisch angelegte Gruppe von Verwaltungs- und Versorgungsbauten und Werkhallen, Eingangspfeilerhalle, im Monumentalstil, von Heinrich Lömpel und Alois Schmidt, 1923–1925                                                             | D-4-61-000-938 Wikidata  | weitere Bilder |

### Mittelstraße
| Lage                                          | Objekt            | Beschreibung | Akten-Nr.                | Bild           |
| --------------------------------------------- | ----------------- | --- | ------------------------ | -------------- |
| Mittelstraße 34 (Standort)                    | Gärtnerhaus       | Breitgelagerter traufständiger eingeschossiger Satteldachbau mit korbbogiger Einfahrt (rekonstruiert), wohl frühes 19. Jahrhundert Zugehörig Gartenmauer, Sandstein                                      | D-4-61-000-1033 Wikidata | weitere Bilder |
| Mittelstraße 36 (Standort)                    | Gärtnerhaus       | Eingeschossiger traufständiger Satteldachbau mit korbbogiger Einfahrt, im Kern 17. Jahrhundert | D-4-61-000-1034 Wikidata | weitere Bilder |
| Mittelstraße 38 (Standort)                    | Gärtnerhaus       | Eingeschossiger traufständiger Satteldachbau mit stichbogiger Einfahrt, von Reuter und Sautter, 1887 | D-4-61-000-1035 Wikidata | weitere Bilder |
| Mittelstraße 40; Nähe Mittelstraße (Standort) | Gärtnerhaus       | Eingeschossiger traufständiger Steilsatteldachbau, im Kern wohl 17./18. Jahrhundert, Fassade und mit Kniestock überhöhter Wirtschaftsteil zweite Hälfte 19. Jahrhundert Zugehörig Gartenmauer, Sandstein | D-4-61-000-1036 Wikidata | weitere Bilder |
| Mittelstraße 42 (Standort)                    | Gärtnerhaus       | Breitgelagerter traufständiger eingeschossiger Satteldachbau mit Toreinfahrt und Aufzugsgaube, bezeichnet „1785“; erweitert 1864                                                                         | D-4-61-000-1037 Wikidata | weitere Bilder |
| Mittelstraße 44 (Standort)                    | Gärtnerhaus       | Breitgelagerter, traufständiger, eingeschossiger Satteldachbau mit Toreinfahrt, im Kern wohl 18. Jahrhundert                                                                                             | D-4-61-000-1038 Wikidata | weitere Bilder |
| Mittelstraße 55 (Standort)                    | Gärtnerhaus       | Eingeschossiger, traufständiger und verputzter Fachwerkbau mit Satteldach und Tordurchfahrt, 18. Jahrhundert                                                                                             | D-4-61-000-1039 Wikidata | weitere Bilder |
| Mittelstraße 60 (Standort)                    | Gärtner-Kleinhaus | Eingeschossiger traufständiger Satteldachbau, im Kern zweite Hälfte 18. Jahrhundert | D-4-61-000-1040 Wikidata | weitere Bilder |
| Mittelstraße 62 (Standort)                    | Gärtner-Kleinhaus | Traufständiger Satteldachbau mit Tordurchfahrt, im Kern 16./17. Jahrhundert, äußere Erscheinung zweite Hälfte 18. Jahrhundert                                                                            | D-4-61-000-1041 Wikidata | weitere Bilder |
| Mittelstraße 65 (Standort)                    | Gärtnerhaus       | Traufständiger Satteldachbau mit Tordurchfahrt, im Kern 16./17. Jh., äußere Erscheinung 2. Hälfte 18. Jh.                                                                                                | D-4-61-000-2585          | BW             |
| Mittelstraße 72 (Standort)                    | Gärtnerhaus       | Eingeschossiger traufständiger Satteldachbau mit einseitigem Halbwalm, Fachwerk, wohl noch 15. Jahrhundert, Straßenfront im 18./19. Jahrhundert massiv ausgebaut                                         | D-4-61-000-1042 Wikidata | weitere Bilder |

### Obere Königstraße
| Lage                                                                                              | Objekt                                                  | Beschreibung | Akten-Nr.                | Bild           |
| ------------------------------------------------------------------------------------------------- | ------------------------------------------------------- | --- | ------------------------ | -------------- |
| Obere Königstraße 1; Obere Königstraße 1 a; Obere Königstraße 3 (Standort)                        | Doppelhaus                                              | Dreigeschossiger Mansardsatteldachbau mit Geschossgesimsen und geohrten Fensterrahmungen, Gesamterscheinung 18. Jahrhundert, im Kern wohl älter                                  | D-4-61-000-1059 Wikidata | weitere Bilder |
| Obere Königstraße 4 (Standort)                                                                    | Ehemaliges Hotel Deutsches Haus, heute Stadtbibliothek  | Dreigeschossiger Traufseitbau mit Satteldach, 19. Jahrhundert | D-4-61-000-1061 Wikidata | weitere Bilder |
| Obere Königstraße 5 (Standort)                                                                    | Bürgerhaus                                              | Dreigeschossiger traufständiger Mansardsatteldachbau mit Sandsteinfassade und rundbogiger Tordurchfahrt, spätes 18. Jahrhundert                                                  | D-4-61-000-1062 Wikidata | weitere Bilder |
| Obere Königstraße 6 (Standort)                                                                    | Bürgerhaus                                              | Viergeschossiges Traufseithaus mit Satteldach, im Kern wohl 17./18. Jahrhundert, im 19. Jahrhundert aufgestockt                                                                  | D-4-61-000-1063 Wikidata | weitere Bilder |
| Obere Königstraße 7 (Standort)                                                                    | Bürgerhaus                                              | Schmaler dreigeschossiger traufständiger Steilsatteldachbau, Außenerscheinung 18./19. Jahrhundert, im Kern wohl älter                                                            | D-4-61-000-1064 Wikidata | weitere Bilder |
| Obere Königstraße 10 (Standort)                                                                   | Brauereigasthaus Spezial                                | Breitgelagertes zweigeschossiges Traufseithaus mit Zierfachwerkobergeschoss und Steilsatteldach, 16./17. Jahrhundert                                                             | D-4-61-000-1065 Wikidata | weitere Bilder |
| Obere Königstraße 11 (Standort)                                                                   | Bürgerhaus                                              | Schmaler dreigeschossiger Satteldachbau, im Kern 16. Jahrhundert, Umbau und gegliederte Steinfassade des späten 18. Jahrhunderts, Erdgeschoss durch Ladeneinbau verändert        | D-4-61-000-1066 Wikidata | weitere Bilder |
| Obere Königstraße 12 (Standort)                                                                   | Wohn- und Geschäftshaus, Bäckerei                       | Zweigeschossiger traufständiger Steilsatteldachbau, Außenerscheinung 18./19. Jahrhundert, im Kern wohl älter                                                                     | D-4-61-000-1067 Wikidata | weitere Bilder |
| Obere Königstraße 13 (Standort)                                                                   | Ehemalige Mang’sche Wachsbleiche                        | Um 1730/40; Vorderhausfassade Mitte 19. Jahrhundert erneuert | D-4-61-000-1351 Wikidata | weitere Bilder |
| Obere Königstraße 15 (Standort)                                                                   | Bürgerhaus                                              | Dreigeschossiger traufständiger Mansardsatteldachbau mit Eckpilastern und geohrten Fensterrahmungen, korbbogige Toreinfahrt, 1772                                                | D-4-61-000-1068 Wikidata | weitere Bilder |
| Obere Königstraße 17 (Standort)                                                                   | Kleinbürgerhaus                                         | Zweigeschossiger traufständiger Steilsatteldachbau, mit Seitenflügel, erste Hälfte 16. Jahrhundert, Fassade 18. Jahrhundert, Erdgeschossbereich durch Ladeneinbau beeinträchtigt | D-4-61-000-1069 Wikidata | weitere Bilder |
| Obere Königstraße 19, Obere Königstraße 21 (Standort)                                             | Brauereigasthaus Fäßla                                  | Dreigeschossiger Massivbau mit abgewalmten Satteldach, Doppelhaus, Doppelhaus in Ecklage, spätes 18. Jahrhundert                                                                 | D-4-61-000-1070 Wikidata | weitere Bilder |
| Obere Königstraße 23; Obere Königstraße 25; Obere Königstraße 27; Obere Königstraße 29 (Standort) | Gruppe von dreigeschossigen traufseitigen Bürgerhäusern | Fassaden aus Sandsteinquadern, spätbarocke Gliederung, nach Brand von 1787 gleichförmig wohl nach einem Plan von Carl Dietrich Weiß errichtet                                    | D-4-61-000-1071 Wikidata | weitere Bilder |

### Pestalozzistraße
| Lage                           | Objekt           | Beschreibung | Akten-Nr.                | Bild           |
| ------------------------------ | ---------------- | --- | ------------------------ | -------------- |
| Pestalozzistraße 10 (Standort) | Pestalozzischule | Mehrteilige Anlage von Schulbauten unterschiedlicher Funktion, drei zweigeschossige Flügel leicht versetzt entlang der Pestalozzistraße aufgereiht, Ziegelbauten mit Betonelementen, straßenseitige Brüstungsfelder mit reliefierten Fliesen verkleidet, Pultdächer, von Hans Rothenburger zusammen mit Paul Gerhardt und Friedrich Pöpperl, 1957 bis 1961, 1970 (Turnhalle) davor an freiliegenden Betonbindern aufgestelzte Aula mit Flachsatteldach, durch Glasgang mit der Schule verbunden rückwärtig Laubengang, Holzkonstruktion mit Pultdach Turnhalle, Ziegel mit Betonrahmen, Glasbausteine, Flachsatteldach eingeschossige Hausmeisterwohnung, Ziegelbau mit Flachsatteldach | D-4-61-000-1876 Wikidata | weitere Bilder |

### Schubertshof
| Lage                      | Objekt                               | Beschreibung                                                                  | Akten-Nr.                | Bild           |
| ------------------------- | ------------------------------------ | ----------------------------------------------------------------------------- | ------------------------ | -------------- |
| Schubertshof 2 (Standort) | Herrenhaus, sogenannter Schubertshof | Zweigeschossiger Mansarddachbau, 18./19. Jahrhundert mit Wappenstein von 1680 | D-4-61-000-1266 Wikidata | weitere Bilder |
| Schubertshof 2 (Standort) | Hoftorpfosten                        | Mit Kugelaufsatz, Sandstein                                                   | D-4-61-000-1266 Wikidata | weitere Bilder |

### Siechenstraße
| Lage                                                                                       | Objekt | Beschreibung | Akten-Nr.                | Bild                                     |
| ------------------------------------------------------------------------------------------ | --- | --- | ------------------------ | ---------------------------------------- |
| Siechenstraße, an der Abzweigung der Memmelsdorfer Straße von der Siechenstraße (Standort) | Wegweiser | Sandsteinobelisk der ersten Hälfte des 19. Jahrhunderts | D-4-61-000-1309 Wikidata | weitere Bilder                           |
| Siechenstraße 4 (Standort)                                                                 | Gärtner-Kleinhaus | Zweigeschossiger traufständiger Satteldachbau, 17./18. Jahrhundert, im 19. Jahrhundert aufgestockt | D-4-61-000-1292 Wikidata | weitere Bilder                           |
| Siechenstraße 8 (Standort)                                                                 | Bürgerhaus | Dreigeschossiger, traufständiger Satteldachbau in Ecklage, im 17. Jahrhundert nur zweigeschossig, Traufseite im 18./19. Jahrhundert aufgestockt und mit einer barockisierenden Fassade versehen | D-4-61-000-1293 Wikidata | weitere Bilder                           |
| Siechenstraße 12 (Standort)                                                                | Kleinbürgerhaus | Zweigeschossiger, traufständiger Satteldachbau mit Fachwerkobergeschoss, 17./18. Jahrhundert | D-4-61-000-1294 Wikidata | weitere Bilder                           |
| Siechenstraße 23 (Standort)                                                                | Gärtner-Kleinhaus | Zweiteiliges eingeschossiges Traufseithaus mit Steilsatteldach, im Kern spätmittelalterlich 1474 (dendrochronologisch datiert) und 1558 (dendrochronologisch datiert), Scheune 1539 (dendrochronologisch datiert) | D-4-61-000-1295 Wikidata | weitere Bilder                           |
| Siechenstraße 24 (Standort)                                                                | Gasthaus | Zweigeschossiger Traufseitbau mit Mansarddach, die Fassade aus Sandsteinquadern gegliedert und im Plattenstil dekoriert, von 1818 | D-4-61-000-1296 Wikidata | weitere Bilder                           |
| Siechenstraße 27 (Standort)                                                                | Gärtnerhaus | Hoher, zweigeschossiger Mansarddachbau, mit rundbogiger Toreinfahrt und geohrten Fensterrahmungen, wohl 1801 errichtet Zugehörig wohl gleichzeitige Scheune | D-4-61-000-1297 Wikidata | weitere Bilder                           |
| Siechenstraße 29 (Standort)                                                                | Kleinbürgerhaus | Zweigeschossiger traufseitiger Mansardsatteldachbau mit geohrten Rahmungen, um 1800 | D-4-61-000-1298 Wikidata | weitere Bilder                           |
| Siechenstraße 30 (Standort)                                                                | Ehemaliges eingeschossiges Kleinhaus | Zweigeschossiger Satteldachbau, mit traufseitiger Fassade wohl der zweiten Hälfte des 18. Jahrhunderts, im 19. Jahrhundert aufgestockt | D-4-61-000-1299 Wikidata | weitere Bilder                           |
| Siechenstraße 34 (Standort)                                                                | Gärtner-Kleinhaus | Eingeschossiger traufständiger Satteldachbau mit Walmgaube und korbbogiger Einfahrt, 18./19. Jahrhundert | D-4-61-000-1300 Wikidata | weitere Bilder                           |
| Siechenstraße 36 (Standort)                                                                | Gärtner-Kleinhaus | Eingeschossiger traufständiger Satteldachbau, 18./19. Jahrhundert | D-4-61-000-1301 Wikidata | weitere Bilder                           |
| Siechenstraße 37 (Standort)                                                                | Bürgerhaus | Zweigeschossiger traufständiger Satteldachbau, mit Betonung der Mittelachse durch Dreiecksgiebel und rundbogige Durchfahrt, Fassade in Formen des Plattenstils, 1816 (dendrochronologisch datiert) Herrenzimmer Stil des Historismus und Treppe im Bauhausstil, beides 1936 | D-4-61-000-1302 Wikidata | weitere Bilder                           |
| Siechenstraße 39 (Standort)                                                                | Gärtnerhaus | Eingeschossiger traufständiger Satteldachbau mit Tordurchfahrt, wohl erste Hälfte 19. Jahrhundert | D-4-61-000-1303 Wikidata | weitere Bilder                           |
| Siechenstraße 42 (Standort)                                                                | Kleinhaus, ehemals wohl Gärtnerhaus | Eingeschossiger traufständiger Satteldachbau, im Kern 17./18. Jahrhundert | D-4-61-000-1304 Wikidata | weitere Bilder                           |
| Siechenstraße 51 (Standort)                                                                | Kleinhaus | Eingeschossiger traufständiger Satteldachbau mit Fachwerkgiebel, im Kern wohl 17./18. Jahrhundert, Fassadengliederung wohl erst des 19. Jahrhunderts Angebaute Scheune, 17./18. Jahrhundert | D-4-61-000-1306 Wikidata | weitere Bilder                           |
| Siechenstraße 53 (Standort)                                                                | Gärtnerhaus | Eingeschossiger traufständiger Satteldachbau mit Zwerchhaus und Toreinfahrt, im Kern wohl noch 16. Jahrhundert, traufseitige Straßenfront frühes 19. Jahrhundert | D-4-61-000-1307 Wikidata | weitere Bilder                           |
| Siechenstraße 61 (Standort)                                                                | Katholische Pfarrkirche St. Otto | Basilikale Anlage nach Westen gerichtet, mit asymmetrisch gestaltetem Fassadenturm, 1912–1914 von Otho Orlando Kurz und Eduard Herbert; mit Ausstattung | D-4-61-000-1308 Wikidata | weitere Bilder                           |
| Siechenstraße 72; Nähe Siechenstraße (Standort)                                            | Ehemaliges Gärtnerhaus | Bezeichnet „1809“, ab 1916 Pfarrhaus St. Otto, als solches um 1925 zweigeschossig mit Mansarddach und barockisierendem Fassadendekor ausgebaut Säule des ehemaligen Gärtnerschuppens bezeichnet „1882“ Zugehörig Gartenmauer, Sandstein | D-4-61-000-1310 Wikidata | weitere Bilder                           |
| Siechenstraße 74 (Standort)                                                                | Kleinhaus | Eingeschossiger, verputzter Satteldachbau in Ecklage, 1687/89 (dendro. dat.), 1869 (dendro. dat.) um zweigeschossigen, verputzten Querbau mit Pultdach verlängert und Inneres modernisiert | D-4-61-000-2601          | BW                                       |
| Siechenstraße 75 (Standort)                                                                | Ehemaliger fürstbischöflicher Jagdzeugstadel, sogenannte Siechenscheune, ehemals zur Unterbringung von Jagdgerätschaften, heute Lapidarium | Großer Saalbau mit mächtigem Mansarddach, von Johann Jakob Michael Küchel, 1737–1738 | D-4-61-000-1312 Wikidata | weitere Bilder                           |
| Siechenstraße 86 (Standort)                                                                | Katholische Marienkapelle (Gönningerkapelle)                                                                                               | Kleiner Saalbau mit eingezogenem Chor und Dachreiterlein, als Nachbildung der Gnadenkapelle von Einsiedeln und damit der Casa Santa von Loreto als Stiftung des Johann Jakob Gönninger errichtet, 1761–1768; mit Ausstattung | D-4-61-000-1313 Wikidata | weitere Bilder                           |
| Siechenstraße 88; Siechenstraße 90; Siechenstraße 92 (Standort)                            | Ehemaliges Liebfrauensiechhaus | Gebäudegruppe von ehemaligen hoch- und spätmittelalterlichen Bauten, Nordteil der Fassade mit geschwungenem Giebel und Immaculata, Mitte 18. Jahrhundert, spätgotische Fachwerkreste um 1520, Umbau und Rekonstruktion der hofseitigen Fachwerkwand des 16. Jahrhunderts 1975–1977 (nicht erhalten, heute Glas-Stahl-Konstruktion) Kapelle, Saalbau, wohl gegen 1273, Chor 1518 | D-4-61-000-1314 Wikidata | weitere Bilder                           |
| Siechenstraße 94 (Standort)                                                                | Ehemaliges Sebastiansspital, Kapelle | Saalbau 1622, nachgotischer Chor 1626, Fassade 1856/57 von Georg Gottfried Kallenbach neugotisch überarbeitet | D-4-61-000-1315 Wikidata | weitere Bilder                           |
| Siechenstraße 96 (Standort)                                                                | Ehemaliges Sebastiansspital, Wohngebäude                                                                                                   | 16./17. Jahrhundert | D-4-61-000-1315 Wikidata | Ehemaliges Sebastiansspital, Wohngebäude |
| Siechenstraße 94 (Standort)                                                                | Ehemaliges Sebastiansspital, Stadel | 16./17. Jahrhundert | D-4-61-000-1315 Wikidata | BW                                       |
| Siechenstraße 102 (Standort)                                                               | Jüdischer Friedhof mit Taharahaus | Taharahaus: Eingeschossiger Massivbau über fast quadratischem Grundriss mit überhöhtem Mittelteil, 1885 in schlicht nachklassizistischen Formen | D-4-61-000-1316 Wikidata | weitere Bilder                           |

### Tocklergasse
| Lage                       | Objekt               | Beschreibung | Akten-Nr.               | Bild           |
| -------------------------- | -------------------- | --- | ----------------------- | -------------- |
| Tocklergasse 1 (Standort)  | Gärtnerhaus          | Eingeschossiger, verputzter Satteldachbau in Ecklage, mit Fachwerkgiebel, 1703 (dendro.dat.), Außenwände später sukzessive versteinert | D-4-61-000-631 Wikidata | weitere Bilder |
| Tocklergasse 10 (Standort) | Mehrfamilienwohnhaus | Zweigeschossiger traufständiger Mansarddachbau, historistische Fassadengestaltung mit plastischem Schmuck, 1903                        | D-4-61-000-633 Wikidata | weitere Bilder |
| Tocklergasse 15 (Standort) | Gärtnerhaus          | Eingeschossiger Mansarddachbau mit langgestrecktem Wirtschaftsteil, mit stichbogiger Einfahrt, Gesamterscheinung 19. Jahrhundert       | D-4-61-000-634 Wikidata | weitere Bilder |

### Tränkgasse
| Lage                    | Objekt                                                         | Beschreibung | Akten-Nr.               | Bild           |
| ----------------------- | -------------------------------------------------------------- | --- | ----------------------- | -------------- |
| Tränkgasse 4 (Standort) | Ehemaliges Elektrizitätswerk, heute städtische Volkshochschule | Zweiflügeliger Bau, zwei parallele Hallen an der Regnitz mit flachem Satteldach; Flügel an der Tränkgasse zweigeschossig mit Mansarddach, Fassaden neubarock dekoriert, von Hans Jakob Erlwein, 1901/02 Anbau an der Regnitzseite von Wilhelm Schmitz um 1905 | D-4-61-000-635 Wikidata | weitere Bilder |

### Untere Königstraße
| Lage                                                    | Objekt                                        | Beschreibung | Akten-Nr.                | Bild           |
| ------------------------------------------------------- | --------------------------------------------- | --- | ------------------------ | -------------- |
| Untere Königstraße 1 (Standort)                         | Bürgerhaus, sogenanntes Haus zum Hufeisen     | Dreigeschossiger repräsentativer Sandsteinquaderbau in Ecklage, mit geschwungenem Mansarddach, Anfang 18. Jahrhundert in der Art des Johann Leonhard Dientzenhofer                                                                                       | D-4-61-000-647 Wikidata  | weitere Bilder |
| Untere Königstraße 2; Untere Königstraße 2 a (Standort) | Ehemaliges Gasthaus Weißes Kreuz              | Umfangreiches Anwesen, Hauptgebäude dreigeschossiger traufständiger Steilsatteldachbau mit rundbogiger Tordurchfahrt, im Kern Mitte 15. Jahrhundert, im 18. Jahrhundert ausgebaut, u. a. die Fassade Rückwärtige Gebäude vornehmlich 17./18. Jahrhundert | D-4-61-000-648 Wikidata  | weitere Bilder |
| Untere Königstraße 4 (Standort)                         | Bürgerhaus                                    | Dreigeschossiger traufständiger Mansarddachbau, im Kern mittleres 16. Jahrhundert, die Fassade des 18. Jahrhunderts mehrfach verändert | D-4-61-000-649 Wikidata  | weitere Bilder |
| Untere Königstraße 6 (Standort)                         | Ehemaliges Gasthaus zum Goldenen Adler, Hotel | Dreigeschossiger traufständiger Mansarddachbau, die gegliederte Fassade um 1770 | D-4-61-000-650 Wikidata  | weitere Bilder |
| Untere Königstraße 10, 10 b, 10 d, 10 e (Standort)      | Ehemaliger Gasthof Weißes Roß                 | Zweigeschossiger, traufständiger Satteldachbau, Fachwerk, im Kern 1448, Fassade 1736 Rückgebäude des 16. und 19. Jahrhunderts Hausfigur St. Franciscus de Paula, bezeichnet „1736“                                                                       | D-4-61-000-1373 Wikidata | weitere Bilder |
| Untere Königstraße 13, 15 (Standort)                    | Ehemaliges Gasthaus zum Roten Ochsen          | Dreigeschossiges Doppelhaus mit Mansarddach, auf leicht abgeknicktem Grundriss, barocke Fassadengestaltung, äußere Erscheinung um 1750/60 | D-4-61-000-652 Wikidata  | weitere Bilder |
| Untere Königstraße 16 (Standort)                        | Wohn- und Geschäftshaus                       | Dreigeschossiger traufständiger Mansarddachbau, im Kern 17. Jahrhundert, um 1800 aufgestockt und Fassade verändert | D-4-61-000-1374 Wikidata | weitere Bilder |
| Untere Königstraße 17 (Standort)                        | Wohn- und Geschäftshaus                       | Dreigeschossiger traufständiger Satteldachbau, im 18. Jahrhundert aus zwei älteren zusammengefasst Hausfigur, Heiliger Nepomuk, 18. Jahrhundert | D-4-61-000-654 Wikidata  | weitere Bilder |
| Untere Königstraße 19 (Standort)                        | Bürgerhaus                                    | Dreigeschossiger traufständiger Mansarddachbau mit flach gegliederter Fassade, wohl nach 1803 errichtet | D-4-61-000-655 Wikidata  | weitere Bilder |
| Untere Königstraße 21 (Standort)                        | Bürgerhaus                                    | Dreigeschossiger traufständiger Mansarddachbau und großen Dacherkern, klassizistische Plattenstilfassade, 1803/04 anstelle des St.-Martha-Seelhauses von Johann Anton Vogel errichtet                                                                    | D-4-61-000-656 Wikidata  | weitere Bilder |
| Untere Königstraße 23 (Standort)                        | Bürgerhaus                                    | Zweigeschossiger traufständiger Satteldachbau mit rundbogiger Tordurchfahrt, geohrte Fensterrahmungen, Eckquaderung, um 1700 | D-4-61-000-657 Wikidata  | weitere Bilder |
| Untere Königstraße 25 (Standort)                        | Bürgerhaus                                    | Zweigeschossiger traufständiger Satteldachbau mit geohrten Fensterrahmungen, 18. Jahrhundert, im Kern wohl älter | D-4-61-000-658 Wikidata  | weitere Bilder |
| Untere Königstraße 28 (Standort)                        | Gasthaus zum Weißen Lamm                      | Traufständiger, breitgelagerter dreigeschossiger Mansarddachbau mit Fachwerkobergeschossen, 1745; Neben- und Rückgebäude 18. Jahrhundert | D-4-61-000-659 Wikidata  | weitere Bilder |
| Untere Königstraße 33 (Standort)                        | Kleinbürgerhaus                               | Zweigeschossiger traufständiger Steilsatteldachbau, Fassade mit flacher Gliederung des 18. Jahrhunderts, im Kern wohl älter | D-4-61-000-660 Wikidata  | weitere Bilder |
| Untere Königstraße 37 (Standort)                        | Kleinbürgerhaus                               | Zweigeschossiger traufständiger Satteldachbau, 17. Jahrhundert, um 1860 äußerlich verändert Nebengebäude mit Lauben zum Hof, 16./17. Jahrhundert | D-4-61-000-1375 Wikidata | weitere Bilder |

### Zollnerstraße
| Lage                         | Objekt                                                               | Beschreibung                                                                              | Akten-Nr.       | Bild |
| ---------------------------- | -------------------------------------------------------------------- | ----------------------------------------------------------------------------------------- | --------------- | ---- |
| Zollnerstraße 173 (Standort) | Keller der ehemaligen Küchenbaracke des Zwangsarbeiterlagers Bamberg | Zweischiffiger sechsjochiger Keller in Backsteinmauerwerk mit Stahlbetonrippendecke, 1944 | D-4-61-000-2554 | BW   |

## Ehemalige Baudenkmäler
In diesem Abschnitt sind Objekte aufgeführt, die früher einmal in der Denkmalliste eingetragen waren, jetzt aber nicht mehr. Objekte, die in anderem Zusammenhang also z. B. als Teil eines Baudenkmals weiter eingetragen sind, sollen hier nicht aufgeführt werden. Aktennummern in diesem Abschnitt sind ehemalige, jetzt nicht mehr gültige Aktennummern.

| Lage                             | Objekt                  | Beschreibung | Akten-Nr.                | Bild      |
| -------------------------------- | ----------------------- | --- | ------------------------ | --------- |
| Nähe Heiliggrabstraße (Standort) | Gärtneranwesen, Scheune | Im Kern 1525/26 (dendrochronologisch datiert), Umbau Ostgiebel um 1570                                                                                             | D-4-61-000-278 Wikidata  | BW        |
| Siechenstraße 50 (Standort)      | Kleinhaus               | Zweigeschossiger traufständiger Satteldachbau, im Kern 18. Jahrhundert, aufgestockt wohl im frühen 19. Jahrhundert, entsprechende Fassade am Obergeschoss erhalten | D-4-61-000-1305 Wikidata | Kleinhaus |